# Ann-Catrine Zetterdahl
Britt Ann-Catrine Zetterdahl, född 14 december 1962 i Norrköping, är en svensk ämbetsman. Mellan 1 maj 2010 och 30 juni 2017 var hon generaldirektör för Sjöfartsverket. Hon har sedan 2004 haft ledande befattningar inom TeliaSonera, bland annat som direktör för Customer Operations. Hon har även varit verkställande direktör för Telia Installation AB samt haft styrelseuppdrag i Telaris och Statens lokalförsörjningsverk. 
Zetterdahl är civilingenjör med inriktningen industriell ekonomi.